# TADS/PNVS

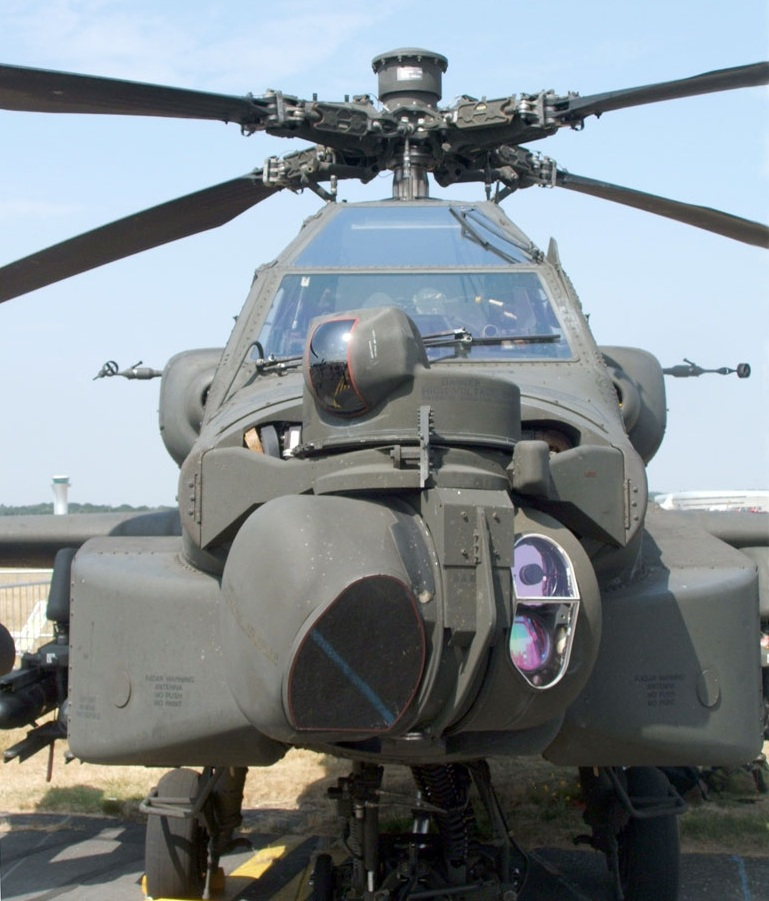
ボーイングAH-64アパッチヘリコプターのTADS / PNVS

TADS（Target Acquisition and Designation Sights, 目標照準装置）/PNVS（Pilot Night Vision System, 操縦用暗視装置）は、ボーイングAH-64アパッチ・ヘリコプター用に開発された、火器管制用のセンサー機器である。この機器には、2つのシステムが組み合わされているが、それらの機能はお互いに独立している。
ロッキード・マーティン社とのTADS/PNVSの製造契約が締結されたのは1982年4月30日であり、最初のTADS/PNVSが完成したのは1983年であった。

## TADS（目標照準装置）

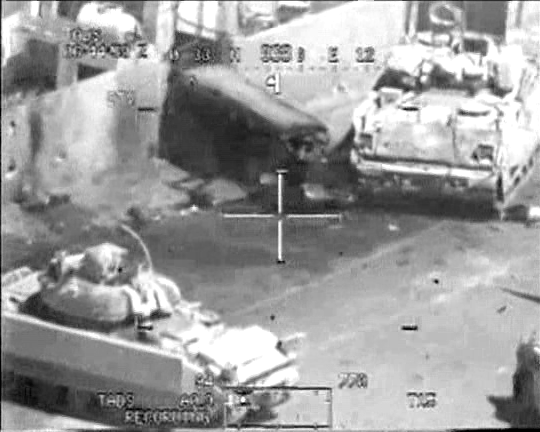
2007年7月12日のバクダッド空爆の映像

TADSは、画像安定装置を備えた複数の電子光学センサー、レーザー測距器およびレーザー目標指示装置で構成されている。また、水平方向に左右120°、垂直方向に上側30°から下側80°まで、PNVSから独立して回転することが可能であり、搭乗員の頭の動きに「追従」させることが可能である。この場合、ヘルメット装着式光学照準器を用いることで、コックピットや戦場の視野上にTADSの映像を投影することができる。
TADSには、サーモグラフィー・カメラおよび白黒の昼間用TVカメラが装備されている。ブロックⅢレベルのAH-64Dに用いられるM-TADSにおいては、白黒TVカメラがフル・カラーのカメラに換装される予定である。
TADSには、DVO（direct-view optics, 直視型光学器材）も装備されており、CPG（copilot/gunner,副操縦士／射手）は、ORT（Optical Relay Tube, 光学中継管）を介してその画像を見ることができる。近年納入されているAH-64Dにおいては、使用頻度が低いORTやDVOが取り外され、3つ目の多目的表示器が副操縦士用コックピットに追加されている。

## PNVS（操縦用暗視装置）
TADSの上部に取り付けられたPNVS（Pilot Night Vision System, 操縦用暗視装置）には、パイロットの頭の動きに追従して動くIRカメラが装備されている。PNVSは、水平方向に左右90°、垂直方向に上側20°、下側45°まで動く。その動きは、高速（毎秒120°）であるため、パイロットの頭の動きに正確に一致させることが可能である。

## アローヘッドへの改修
2005年現在、アメリカ国のアパッチをM-TADS/PNVS（Modernized-TADS/PNVS, 近代化型TADS/PNVS）（アローヘッドとも呼ばれる）に改修するための事業が行われている。この改修により、性能および信頼性が150%向上し、整備所要が減少することが期待されている。